# Gustav Fröhlich (nadador)
Gustav Fröhlich (1902-1968) fue un deportista alemán que compitió en natación, especialista en el estilo espalda. Ganó dos medallas en el Campeonato Europeo de Natación, oro en 1926 y bronce en 1927.

## Palmarés internacional
| Campeonato Europeo | Campeonato Europeo  | Campeonato Europeo | Campeonato Europeo |
| Año                | Lugar               | Medalla            | Prueba             |
| ------------------ | ------------------- | ------------------ | ------------------ |
| 1926               | Budapest ( Hungría) | Medalla de oro     | 100 m espalda      |
| 1927               | Bolonia ( Italia)   | Medalla de bronce  | 100 m espalda      |